# Georges Lévis
Georges Lévis, nascido Jean Sidobre (7 de agosto de 1924 - 31 de março de 1988) é um desenhista francês especializado em quadrinhos eróticos. No Brasil, parte de sua obra foi publicada pela Martins Fontes na coleção Opera Erotica.